# پیر دوین
پیر دوین (انگلیسی: Pierre Dewin؛ 1894 – تاریخ ورودی نامعتبر است) ورزشکار واترپلو اهل بلژیک بود.
وی در مسابقات کشوری و بین‌المللی در مجموع برندهٔ ۲ مدال نقره شده‌است.